# 廢埕樂團
廢埕樂團是一個來自台北的獨立搖滾樂團，於2014年6月16日由主唱朱宸成立。於2016年獲得中華民國文化部補助，發行首張專輯《16222》。2017年再次獲得文化部補助，發行迷你專輯《三》。該樂團在「The Next Big Thing 大團誕生 2017」活動上擔任壓軸演出。於2018~2019年短暫休團。

## 成員介紹

### 現任成員
主唱兼吉他手：朱宸
合聲：莊詠晴、雅妮
吉他手：阿升
貝斯手：藍藍
鼓手：魏文益

### 過往成員
小朱：第一代鼓手
懷瑟：第二代鼓手
許立忠：（第三代鼓手代打）
湯馬士：（第四代鼓手代打）
小白：第一代吉他手(2014~2019)